# Wyskok Warpieński
Wyskok Warpieński – mielizna Zalewu Szczecińskiego w jego środkowej części, przy Półwyspie Grodzkim, nad brzegiem Równiny Wkrzańskiej. Płycizna rozciąga się od lądu w kierunku północnym. Obszar ten charakteryzuje się głębokościami od 1,0 do 2,0 m. 
Mielizna w całości należy do gminy Nowe Warpno w woj. zachodniopomorskim.
Nazwę Wyskok Warpieński wprowadzono urzędowo rozporządzeniem w 1949 roku, zastępując poprzednią niemiecką nazwę mielizny – Kirch Haken.